# Чинавита
Чинавита (исп. Chinavita) — небольшой город и муниципалитет в центральной части Колумбии, на территории департамента Бояка. Входит в состав провинции Нейра.

## История
Город был основан 12 сентября 1822 года. Муниципалитет был выделен в отдельную административную единицу в 1823 году.

## Географическое положение

Муниципалитет Чинавита

Город расположен в юго-западной части департамента, в гористой местности Восточной Кордильеры, на расстоянии приблизительно 37 километров к югу от города Тунха, административного центра департамента. Абсолютная высота — 1770 метров над уровнем моря.
Муниципалитет Чинавита граничит на севере с территорией муниципалитета Тибана, на северо-востоке — с муниципалитетом Рамирики, на востоке — с муниципалитетом Сетакира, на юге — с муниципалитетом Гарагоа, на юго-западе — с муниципалитетом Пачавита, на юго-западе — с муниципалитетом Умбита. Площадь муниципалитета составляет 148 км².

## Население
По данным Национального административного департамента статистики Колумбии, совокупная численность населения города и муниципалитета в 2015 году составляла 3528 человек.
Динамика численности населения муниципалитета по годам:
| 2005 | 2006 | 2007 | 2008 | 2009 | 2010 | 2011 | 2012 | 2013 | 2014 | 2015 |
| ---- | ---- | ---- | ---- | ---- | ---- | ---- | ---- | ---- | ---- | ---- |
| 3741 | 3726 | 3709 | 3692 | 3672 | 3652 | 3630 | 3606 | 3582 | 3556 | 3528 |

Согласно данным переписи 2005 года мужчины составляли 49,6 % от населения Чинавиты, женщины — соответственно 50,4 %. В расовом отношении белые и метисы составляли 99,7 % от населения города; негры, мулаты и райсальцы — 0,3 %.
Уровень грамотности среди всего населения составлял 86,1 %.

## Экономика
Основу экономики Чинавиты составляет сельское хозяйство.
42,3 % от общего числа городских и муниципальных предприятий составляют предприятия сферы обслуживания, 36,8 % — предприятия торговой сферы, 20,3 % — промышленные предприятия , 0,6 % — предприятия иных отраслей экономики.